# ゲイブ・マッカリー
Gabriel McCulley（ゲイブ・マッカリー、1989年1月13日 - ）は、アメリカ合衆国出身のバスケットボール選手である。ポジションはフォワード。

## 来歴
テキサス大学エルパソ校では同校歴代3位の134試合に出場し、783得点、494リバウンド、132アシスト、60ブロックショット、93スティールをあげた。同大学を卒業後、LKLでプレー。
2013年7月、大分ヒートデビルズと契約を結んだ。デヴォーン・ジャイルズとともに大分のゴール下を支配しており、10月13日のバンビシャス奈良戦では29得点をあげる活躍を見せた。